# Euphorbia glareosa
Euphorbia glareosa es una especie de fanerógama perteneciente a la familia de las euforbiáceas. Es originaria de Eurasia.

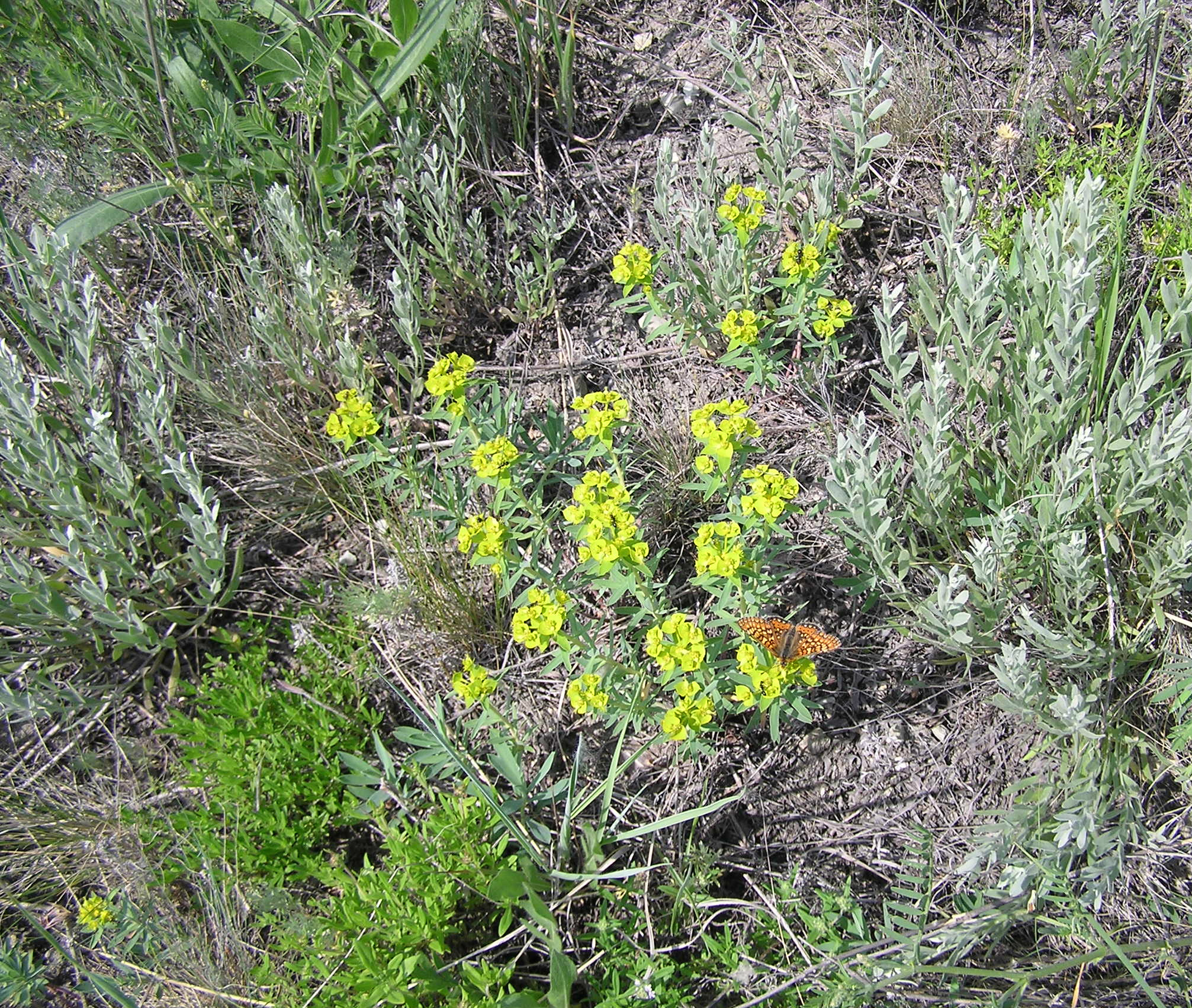
En su hábitat

## Distribución
Se encuentra en Bulgaria, Crimea rusa, y Turquía.

## Propiedades
Las hojas de la planta contienen taninos.

## Taxonomía
Euphorbia glareosa fue descrita por Pall. ex M.Bieb. y publicado en Flora Taurico-Caucasica 1: 373. 1808.
Etimología
Euphorbia: nombre genérico que deriva del médico griego del rey Juba II de Mauritania (52 a 50 a. C. - 23), Euphorbus, en su honor – o en alusión a su gran vientre –  ya que usaba médicamente Euphorbia resinifera. En 1753 Carlos Linneo asignó el nombre a todo el género.
glareosa: epíteto latino que significa
Sinonimia
- Euphorbia cadrilateri Prodán
- Euphorbia dobrogensis Prodán
- Euphorbia dobrogensis f. latibracteata Prodán
- Euphorbia maleevii Tamamsch.
- Euphorbia nicaeensis subsp. cadrilateri (Prodán) Kuzmanov
- Euphorbia nicaeensis subsp. dobrogensis (Prodán) Kuzmanov
- Euphorbia nicaeensis subsp. glareosa (Pall. ex M.Bieb.) Radcl.-Sm.
- Euphorbia nicaeensis f. latibracteata (Prodán) Kuzmanov
- Euphorbia nicaeensis subsp. maleevii (Tamamsch.) Oudejans
- Euphorbia nicaeensis f. varnensis (Velen.) Kuzmanov
- Euphorbia nicaeensis subsp. volgensis (Krysht.) Oudejans
- Euphorbia provincialis Noë ex Nyman
- Euphorbia pseudosaxatilis Kanitz
- Euphorbia pulverulenta Kit.
- Euphorbia volgensis Krysht.
- Galarhoeus glareosus (Pall. ex M.Bieb.) Prokh.
- Galarhoeus volgensis (Krysht.) Prokh.
- Tithymalus cadrilateri (Prodán) Soják
- Tithymalus dobrogensis (Prodán) Soják
- Tithymalus nicaeensis subsp. cadrilateri (Prodán) Soják
- Tithymalus nicaeensis subsp. glareosus (Pall. ex M.Bieb.) Soják
- Tithymalus volgensis (Krysht.) Prokh.[5][1]